# Oak Grove (Carolina do Sul)
Oak Grove é uma Região censo-designada localizada no estado norte-americano de Carolina do Sul, no Condado de Lexington.

## Demografia
Segundo o censo norte-americano de 2000, a sua população era de 8183 habitantes.

## Geografia
De acordo com o United States Census Bureau tem uma área de
17,6 km², dos quais 17,5 km² cobertos por terra e 0,1 km² cobertos por água.

## Localidades na vizinhança
O diagrama seguinte representa as localidades num raio de 8 km ao redor de Oak Grove.